# Esgrima nos Jogos Olímpicos de Verão de 1928 - Florete individual masculino
A competição de florete individual masculino nos Jogos Olímpicos de Verão de 1928 foi disputada entre os dias 31 de julho e 1 de agosto no Schermzaal. No total, 54 esgrimistas de 22 nações disputaram o evento.

## Medalhistas
Os três melhores colocados da fase final conquistariam as medalhas, mas três esgrimistas encerraram tal fase empatados. Sendo assim, eles disputaram um grupo extra, o francês Lucien Gaudin conquistou o ouro ao derrotar seus dois adversário. O pódio foi completado pelo alemão Erwin Casmir e o italiano Giulio Gaudini, respectivamente medalhistas de prata e bronze.
|  | FRA França    |  | GER Alemanha |  | ITA Itália     |
|  | Lucien Gaudin |  | Erwin Casmir |  | Giulio Gaudini |

## Resultados

### Primeira fase
As partidas ocorreram no dia 31 de julho, os três melhores de cada grupo se classificaram para a fase seguinte.
Grupo A
| Pos. | Atletas                 | V | Q. |
| ---- | ----------------------- | - | -- |
| 1    | BEL Albert De Roocker   | 4 | Q  |
| 2    | HUN Zoltán Schenker     | 4 | Q  |
| 3    | USA George Calnan       | 3 | Q  |
| 4    | NED Frans Mosman        | 3 |    |
| 5    | DEN Jens Berthelsen     | 1 |    |
| 6    | EGY Mahmoud Ahmed Abdin | 0 |    |

Grupo B
| Pos. | Atletas               | V | Q. |
| ---- | --------------------- | - | -- |
| 1    | DEN Ivan Osiier       | 5 | Q  |
| 2    | GER Erwin Casmir      | 4 | Q  |
| 3    | ITA Giulio Gaudini    | 3 | Q  |
| 4    | NOR Johan Falkenberg  | 2 |    |
| 5    | HUN Gusztáv Kálniczky | 1 |    |
| 6    | ESP Fernando García   | 0 |    |

Grupo C
| Pos. | Atletas                  | V | Q. |
| ---- | ------------------------ | - | -- |
| 1    | FRA Lucien Gaudin        | 5 | Q  |
| 2    | GER Fritz Gazzera        | 3 | Q  |
| 3    | USA Joe Levis            | 3 | Q  |
| 4    | SUI Eugène Empeyta       | 2 |    |
| 5    | GBR Denis Pearce         | 1 |    |
| 6    | GRE Konstantinos Botasis | 1 |    |

Grupo D
| Pos. | Atletas                       | V | Q. |
| ---- | ----------------------------- | - | -- |
| 1    | ITA Ugo Pignotti              | 7 | Q  |
| 2    | ARG Oscar Viñas               | 5 | Q  |
| 3    | BEL Pierre Pêcher             | 5 | Q  |
| 4    | NED Paul Kunze                | 3 |    |
| 5    | POR Sebastião Herédia         | 3 |    |
| 6    | GBR Robert Montgomerie        | 3 |    |
| 7    | SUI John Albaret              | 1 |    |
| 8    | GRE Konstantinos Nikolopoulos | 1 |    |

Grupo E
| Pos. | Atletas                | V | Q. |
| ---- | ---------------------- | - | -- |
| 1    | ITA Oreste Puliti      | 6 | Q  |
| 2    | EGY Saul Moyal         | 4 | Q  |
| 3    | NED Nicolaas Nederpeld | 4 | Q  |
| 4    | GBR Thomas Wand-Tetley | 3 |    |
| 5    | NOR Frithjof Lorentzen | 2 |    |
| 6    | SUI Frédéric Fitting   | 1 |    |
| 7    | CHI Tomás Goyoaga      | 1 |    |

Grupo F
| Pos. | Atletas             | V | Q. |
| ---- | ------------------- | - | -- |
| 1    | HUN György Rozgonyi | 5 | Q  |
| 2    | AUT Hans Lion       | 4 | Q  |
| 3    | SWE Bertil Uggla    | 3 | Q  |
| 4    | ESP Domingo García  | 2 |    |
| 5    | POL Władysław Segda | 1 |    |
| 6    | YUG Ðuro Freund     | 0 |    |

Grupo G
| Pos. | Atletas               | V | Q. |
| ---- | --------------------- | - | -- |
| 1    | FRA Philippe Cattiau  | 6 | Q  |
| 2    | AUT Kurt Ettinger     | 5 | Q  |
| 3    | BEL Raymond Bru       | 4 | Q  |
| 4    | DEN Kim Bærentzen     | 3 |    |
| 5    | NOR Jacob Bergsland   | 2 |    |
| 6    | FIN Torvald Appelroth | 1 |    |
| 7    | ROU Gheorghe Caranfil | 0 |    |

Grupo H
| Pos. | Atletas             | V | Q. |
| ---- | ------------------- | - | -- |
| 1    | FRA Roger Ducret    | 7 | Q  |
| 2    | USA Dernell Every   | 5 | Q  |
| 3    | ROU Mihai Savu      | 4 | Q  |
| 4    | SWE Ivar Tingdahl   | 4 |    |
| 5    | AUT Richard Brünner | 3 |    |
| 6    | EGY Joseph Misrahi  | 3 |    |
| 7    | GER Julius Thomson  | 2 |    |
| 8    | ESP Armando Alemán  | 0 |    |

### Semifinais
As partidas ocorreram no dia 1 de agosto, os quatro melhores de cada grupo se classificaram para a fase final.
Grupo A
| Pos. | Atletas                | V   | Q. |
| ---- | ---------------------- | --- | -- |
| 1    | GER Erwin Casmir       | 6   | Q  |
| 2    | ITA Ugo Pignotti       | 5   | Q  |
| 3    | FRA Philippe Cattiau   | 4   | Q  |
| 4    | USA Joe Levis          | 3   | Q  |
| 5    | AUT Hans Lion          | 2   |    |
| 6    | HUN Zoltán Schenker    | 1   |    |
| 7    | NED Nicolaas Nederpeld | 0   |    |
| 8    | BEL Albert De Roocker  | DNF |    |

Grupo B
| Pos. | Atletas             | V | Q. |
| ---- | ------------------- | - | -- |
| 1    | ITA Oreste Puliti   | 7 | Q  |
| 2    | FRA Roger Ducret    | 5 | Q  |
| 3    | HUN György Rozgonyi | 5 | Q  |
| 4    | SWE Bertil Uggla    | 3 | Q  |
| 5    | ROU Mihai Savu      | 3 |    |
| 6    | EGY Saul Moyal      | 2 |    |
| 7    | BEL Pierre Pêcher   | 2 |    |
| 8    | USA Dernell Every   | 1 |    |

Grupo C
| Pos. | Atletas            | V | Q. |
| ---- | ------------------ | - | -- |
| 1    | FRA Lucien Gaudin  | 7 | Q  |
| 2    | ITA Giulio Gaudini | 5 | Q  |
| 3    | BEL Raymond Bru    | 5 | Q  |
| 4    | GER Fritz Gazzera  | 4 | Q  |
| 5    | DEN Ivan Osiier    | 3 |    |
| 6    | AUT Kurt Ettinger  | 2 |    |
| 7    | USA George Calnan  | 1 |    |
| 8    | ARG Oscar Viñas    | 1 |    |

### Final
As partidas da fase final ocorreram no dia 1 de agosto.
| Pos. | Atletas              | V |
| ---- | -------------------- | - |
| 1    | FRA Lucien Gaudin    | 9 |
| 1    | ITA Giulio Gaudini   | 9 |
| 1    | GER Erwin Casmir     | 9 |
| 4    | ITA Oreste Puliti    | 8 |
| 5    | FRA Philippe Cattiau | 7 |
| 6    | BEL Raymond Bru      | 7 |
| 7    | ITA Ugo Pignotti     | 4 |
| 8    | GER Fritz Gazzera    | 4 |
| 9    | FRA Roger Ducret     | 3 |
| 10   | HUN György Rozgonyi  | 3 |
| 11   | USA Joe Levis        | 2 |
| 12   | SWE Bertil Uggla     | 1 |

### Desempate
| Pos.              | Atletas            | V |
| ----------------- | ------------------ | - |
| Medalha de ouro   | FRA Lucien Gaudin  | 2 |
| Medalha de prata  | GER Erwin Casmir   | 1 |
| Medalha de bronze | ITA Giulio Gaudini | 0 |